# 야마구치 츠바사
야마구치 츠바사(일본어: 山口 つばさ 야마구치 쓰바사[*], 6월 26일 ~)는 일본의 여성 만화가이다.
도쿄도 출신 도립 예술 고등학교, 도쿄 예술 대학 졸업 대학 졸업 후 애프터눈 사계상 2014년 여름 가작 수상,2019년 결혼

## 작품 목록

### 연재 작품
- 고백 시간+（『pixiv코믹 비보이P!』、전3화）
- 그녀와 그녀의 고양이（『월간 애프터눈』2016년 4월 호 - 7월 호, 전1권）※ 원작: 신카이 마코토
- 블루 피리어드 (<월간 애프터눈> 2017년 8월호 - 연재중, 기간 14권)

### 단편 작품
- 누드모델 (<good! 애프터눈> 2015년 5호)
- 여자 아이 (<good! 애프터눈> 2015년 9호
- 칸야 (<월간 애프터눈> 2022년 6 월호[3]-7 월호[4]) - 전후편 - 7月号）- 전후편

### 일러스트
- 『너는 여기서 숨을 쉴 수 있니?』（『신초문고nex』 2020년 5월 전 1권）※ 저: 타케미야 유유코

## 출연

### 라디오
- 애프터 6 분기점（2019년 5월 14일 TBS 라디오） ‐ 『블루피리어드』특집에 따른 게스트 출연[5]